# هسا ایران-۱۴۰

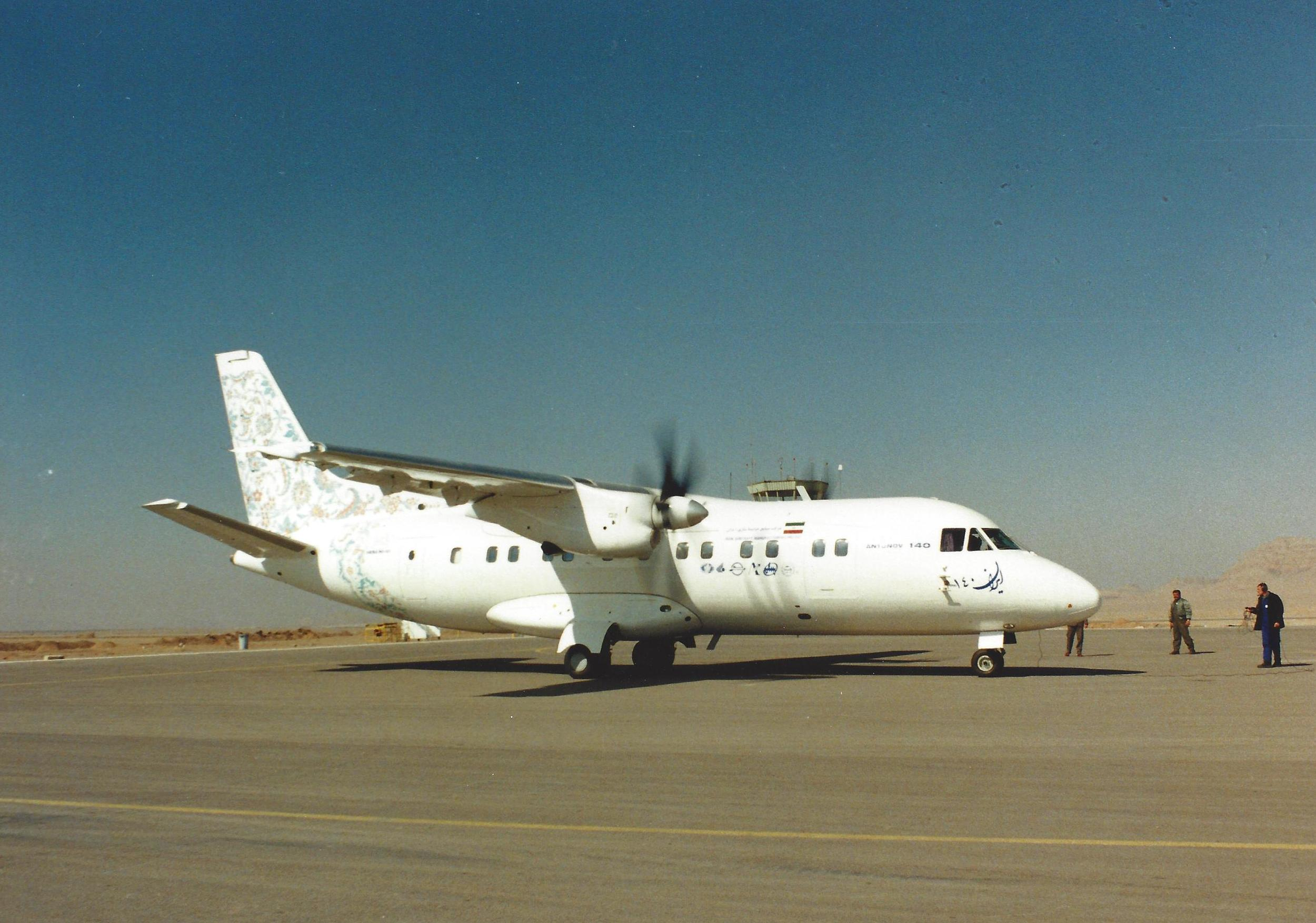

هسا ایران-۱۴۰ هواپیمایی کوتاه‌برد برپایه سکو آنتونوف-۱۴۰ قادر به حمل ۵۲ مسافر با دو موتور توربوپراپ؛ ساخت مشترک شرکت هسا و شرکت آنتونوف است.
از ویژگی های این هواپیما میتوان به: فرود در فرودگاه‌های خاکی و همچنین ۳۰۰۰ کیلومتر پرواز بدون سوختگیری اشاره کرد . این هواپیما می‌تواند برای حمل مسافر، بار یا هر دو استفاده شود.
بعلت ناهماهنگی موتور این هواپیما با آب و هوای ایران و همچنین هزینه بسیار بالای پرواز برای هر صندلی سفارش تولید ندارد.

## پیشینه
در سال ۱۹۹۶ شرکت هواپیماسازی آنتونوف قراردادی را با شرکت هواپیماسازی هسا ایران امضا کرد که به موجب آن اجازه‌نامه تولید این هواپیما در ایران و در استان اصفهان تحت نام ایران-۱۴۰ فراز (AnIr140) صادر شد.مدل تولیدی در ایران مجوز استفاده از موتور صادراتی کانادایی را نداشت و با موتور روسی تولید شد.

## فنی
این هواپیما مجهز به دو موتور توربوپراپ است که برای فرود در زمین خاکی مناسب است اما این موتورها در هوای گرم عملکرد مطلوبی ندارند. این هواپیما از نوع میانبرد است و برای سفرهای داخلی مناسب است.

## تولید
در دهه ۷۰ شمسی و در زمان دولت سازندگی این هواپیما برای ساخت در ایران انتخاب شد. نمونه‌های اولیه مسافری بودند و نمونه باربری ندارد. در همان دولت سازندگی نمونه اولیه ساخته شد و در دولت بعدی (اصلاحات) تولید انبوه آغاز شد. در سال ۱۳۸۷ اعلام شد که ایران تولید هواپیمای ایران-۱۴۰ را با تولید ۱۲ فروند در سال ادامه می‌دهد. ایران همچنین اعلام کرده بود که قصد دارد یک مدل نظامی نیز برای گشتزنی دریایی تولید کند تا جایگزین هواپیماهای آمریکایی پی-۳ اوریون شوند. این هواپیما چندی بعد با حضور وزیر دفاع رونمایی شد.

## کاربران
شرکت منحل شده سپاهان ایر

## سوانح
هواپیمای آنتونف ۱۴۰ (و مدل ایرانی آن ایران-۱۴۰) در مجموع شش بار در جهان حادثه داشته‌است که سه حادثهٔ آن در کشور ایران (یک حادثه نمونه ساخت اوکراین و بقیه مونتاژ ایران)، دو حادثه در اوکراین و یک حادثهٔ دیگر در کشور آذربایجان رخ داده بود.

### ۲ دی سال ۱۳۸۱
۴۴ نفر که مقامات روسی و اوکراینی بودند و برای افتتاح خط تولید هواپیما (شماره ثبت UR-14003) سوار بر آن بودند (نمونه مونتاژ اکراین) که بر اثر اشتباه انسانی به کوه برخورد کرد.

### سال ۱۳۸۴
یک هواپیمای این مدل که در اختیار هواپیمایی سفیران بود، در فرودگاه اراک به علت سرعت بیش از حد مجاز موقع فرود از باند خارج شد که تلفاتی نداشت.این هواپیما پس از تعمیر استفاده شد .

### دسامبر ۲۰۰۵
هجده نفر در سقوط هواپیمای متعلق به خطوط هوایی جمهوری آذربایجان ( یا آذربایجان ایرلاینز ) (شماره ثبت 4K-AZ48) کشته شدند.

### سال ۲۰۰۸
پرواز آنتونف- ۱۴۰ هنگام فرود در فرودگاه کیف دچار نقص فنی شد که تلفاتی نداشت.

### ۲۷ بهمن ۱۳۸۷
هواپیمای مسافربری ایران ۱۴۰ (شماره ثبت آزمایشی ۰۴–۹۰) در حوالی فرودگاه شاهین شهر اصفهان  سقوط کرد و تمامی پنج سرنشین هواپیما جان باختند. سانحه سقوط هواپیمای مسافربری ایران ۱۴۰ هنگامی رخ داد که خلبانان یکی از شرکت‌های هواپیمایی شامل یک استاد خلبان و ۴ خلبان در حال آموزش، در حال گذراندن آموزش‌های تایپ (نوع) این هواپیمای دوموتوره جهت ورود به ناوگان این شرکت بوده‌اند.منابع غیر رسمی علت سقوط را فشار بیش از حد به هواپیما عنوان کردند. 

### ۱۹ مرداد ۱۳۹۳
در ۱۹ مرداد ۱۳۹۳ یک فروند از این هواپیما (شماره ثبت EP-GPA شماره آزمایشی قبلی ۰۵–۹۰) با ۴۸ نفر سرنشین هنگام بلند شدن از باند فرودگاه مهرآباد موتور سمت راست خود را از دست می دهد و دچار مشکل شده و با توجه به اینکه خلبان بر اثر اشتباه زنجیره ایی نمی‌تواند هواپیما را کنترل کند، بر فراز شهرک آزادی دچار سانحه می‌شود. این هواپیما از نوع ایران ۱۴۰ و متعلق به شرکت هواپیمایی هسا (سپاهان) بوده و به مقصد طبس فرودگاه مهرآباد را ترک کرده‌است. ساعت ۹:۲۰ دقیقه روز ۱۹ مرداد، هواپیمای مسیر تهران - طبس متعلق به شرکت هواپیمایی سپاهان‌ ایر هنگام بلند شدن از انتهای باند فرودگاه مهرآباد یک موتور خود را از دست می‌دهد و در شمال جاده مخصوص کرج سقوط می‌کند. در این هواپیما گروه پروازی شامل دو نفر خلبان، دو نفر مهماندار، دو نفر گروه فنی و دو نفر گارد امنیت پرواز بوده‌است. مدیر عامل شرکت فرودگاه‌ها بیان کرد: در این پرواز ۳۴ مسافر بزرگسال، ۳ نوزاد زیر دو سال و ۳ کودک زیر ۱۲ سال حضور داشتند. ۸ نفر از این پرواز جان سالم به در بردند.
بر اساس گزارش واحد بررسی سانحه هواپیمایی کشوری، علت سقوط  از دست رفتن موتور و ایراد قسمتی از کتاب پرواز و خطای متعدد و پی در پی کروی پروازی شامل: پذیرفتن وزن غیر مجاز توسط خلبان، انتخاب فلپ غیر مجاز، عدم جمع کردن ارابه فرود (چرخها) بعد از برخاست، عدم فدر نمودن دستی ملخ، بلند نمودن هواپیما قبل از رسیدن به سرعت مجاز، پیچش غیر قانونی هواپیما بطرف موتور مرده، انتخاب زاویه حمله بیشتر از حد مجاز کتاب هواپیما و … می باشد. در نتیجه هواپیما به حالت واماندگی، افتاده و شایع شده به علت برخورد با دیوار بتونی و پاره شدن کابل برق و جرقه‌های آن، هواپیما آتش گرفته است.

## ایران ۱۴۱
آبان ماه ۹۲ منوچهر منطقی، رئیس سازمان صنایع هوایی ایران از طراحی و ساخت نسل جدید این هواپیمای مسافربری با نام "ایران ۱۴۱" تا پایان سال ۹۲ خبر داد.این پروژه با وقفه ای ۱۰ ساله درشرکت هسا در حال انجام و توسعه می‌باشد

## تکامل به نسخه باربری: هسا سیمرغ
در سال 1401 ، هواپیمای سیمرغ که حاصل برخی اصلاحات و بازمهندسی محدود فنی بر روی ایران-140 بوده است رونمایی شد و در سال 1402 برای پرواز بال گشود که توانایی حمل 6 

تا 8 

تن بار با برد حدود 3600 تا 3900 کیلومتر را با حداکثر سرعت 530 کیلومتر در ساعت داراست

.

## پی‌نوشت‌ها
1. ↑  "Iran Ready to Mass-Produce IRAN-140 Plane". Payvand.com. 2006-11-22. Archived from the original on 13 August 2018. Retrieved 2011-02-22.
2. ↑  ورود «ایران ۱۴۰» به ایرلاین‌ها بایگانی‌شده  در ۷ ژانویه ۲۰۰۹ توسط Wayback Machine روزنامه ایران
3. ↑  «دربارهٔ هواپیمایی که سقوط کرد: از عدم اقبال کشورهای جهان تا سقوط سوم در ایران». سایت خبری تحلیلی عصر ایران. ۱۹ مرداد ۱۳۹۳. دریافت‌شده در ۱۹ مرداد ۹۳. تاریخ وارد شده در |تاریخ بازبینی= را بررسی کنید (کمک)
4. ↑  روحانی دستور توقف پرواز 'ایران ۱۴۰' را صادر کرد بی‌بی‌سی فارسی
5. ↑  «سقوط هواپیمای مسافربری اصفهان». تابناک. ۲۷ بهمن ۱۳۸۷. بایگانی‌شده از اصلی در ۱۸ فوریه ۲۰۰۹. دریافت‌شده در ۲۷ بهمن ۱۳۸۷.
6. ↑  http://alef.ir/vdcbasb55rhbg8p.uiur.html?205142
7. ↑  
https://www.hamshahrionline.ir/news/878459/
8. ↑  
https://www.isna.ir/news/1402092819762/
9. ↑  
https://www.irna.ir/news/84759666/
10. ↑  
https://www.isna.ir/news/1402040603803/
11. ↑  
https://www.scramble.nl/military-news/first-flight-of-iran-s-simorgh